# Ga Cheonan
Ga Cheonan là ga xe lửa chính của trung tâm Cheonan, Hàn Quốc, và là nơi giao nhau giữa tuyến Gyeongbu và Janghang. Nó còn phục vụ bởi Tàu điện ngầm Seoul tuyến 1 từ năm 2005.

## Ga kế cận
| ↑ Dujeong    | ↑ Dujeong    | ↑ Dujeong    | ↑ Dujeong    | ↑ Dujeong    | ↑ Seonghwan | ↑ Seonghwan | Seonghwan ↓ | Seonghwan ↓ | Dujeong ↑    | Dujeong ↑    | Dujeong ↑    | Dujeong ↑    | Dujeong ↑    | ↑ Seonghwan | ↑ Seonghwan | ↑ Seonghwan | ↑ Seonghwan | ↑ Seonghwan | ↑ Seonghwan | Seonghwan ↓ | Seonghwan ↓ | Seonghwan ↓ |
|              |              |              |              | ８           | ７          |             |             | ６          | ５           |              |              |              |              |             |             |             |             | ４３        |             |             | ２１        |             |
| ↑ Bongmyeong | ↑ Bongmyeong | ↑ Bongmyeong | ↑ Bongmyeong | ↑ Bongmyeong | ↑ Asan      | ↑ Asan      | Asan ↓      | Asan ↓      | Bongmyeong ↓ | Bongmyeong ↓ | Bongmyeong ↓ | Bongmyeong ↓ | Bongmyeong ↓ | ↑ Jeonui    | ↑ Jeonui    | ↑ Jeonui    | ↑ Jeonui    | ↑ Jeonui    | ↑ Jeonui    | Jeonui ↓    | Jeonui ↓    | Jeonui ↓    |

| １·２ | Tuyến Gyeongbu                                                          | ITX-Saemaeul·ITX-Maum Mugunghwa-ho         | → Hướng đi Daejeon · Busan · Sinhaeundae →                                 |
| １·２ | Tuyến Gyeongjeon                                                        | ITX-Saemaeul                               | → Hướng đi Dongdaegu · Masan · Jinju →                                     |
| １·２ | Tuyến Honam                                                             | ITX-Saemaeul·ITX-Maum Mugunghwa-ho         | → Hướng đi Seodaejeon · Gwangju · Mokpo →                                  |
| １·２ | Tuyến Jeolla                                                            | ITX-Saemaeul·ITX-Maum Mugunghwa-ho·S-Train | → Hướng đi Seodaejeon · Jeonju · Yeosu →                                   |
| １·２ | Tuyến Chungbuk                                                          | Mugunghwa-ho                               | → Hướng đi Cheongju · Chungju · Jecheon →                                  |
| ３·４ | Tuyến Gyeongbu·Tuyến Gyeongjeon Tuyến Honam·Tuyến Jeolla·Tuyến Chungbuk | ITX-Saemaeul·ITX-Maum Mugunghwa-ho·S-Train | ← Hướng đi Suwon · Yongsan · Seoul                                         |
| ５    | ● Tuyến 1                                                               | Địa phương·Tốc hành A·Tốc hành B           | → Kết thúc tại ga này → Hướng đi Asan · Onyangoncheon · Sinchang →         |
| ６    | Tuyến Janghang                                                          | Saemaeul-ho·Mugunghwa-ho                   | → Hướng đi Hongseong · Daecheon · Iksan →                                  |
| ７    | Tuyến Janghang                                                          | Saemaeul-ho·Mugunghwa-ho                   | ← Hướng đi Suwon · Yeongdeungpo · Yongsan                                  |
| ８    | ● Tuyến 1                                                               | Địa phương·Tốc hành A·Tốc hành B           | → Xuất phát từ ga này ← Hướng đi Seoul · Cheongnyangni · Đại học Kwangwoon |